# Grand Prix Monaka 1968
Grand Prix Monaka 1968 (oficiálně XXVI Grand Prix Automobile de Monaco) se jela na okruhu Circuit de Monaco v Monte Carlu v Monaku dne 26. května 1968. Závod byl třetím v pořadí v sezóně 1968 šampionátu Formule 1.

## Kvalifikace
| Poř. | No. | Jezdec               | Konstruktér   | Čas    | Ztráta |
| ---- | --- | -------------------- | ------------- | ------ | ------ |
| 1    | 9   | Graham Hill          | Lotus-Ford    | 1:28.2 | —      |
| 2    | 11  | Johnny Servoz-Gavin  | Matra-Ford    | 1:28.8 | +0.6   |
| 3    | 17  | Jo Siffert           | Lotus-Ford    | 1:28.8 | +0.6   |
| 4    | 8   | John Surtees         | Honda         | 1:29.1 | +0.9   |
| 5    | 3   | Jochen Rindt         | Brabham-Repco | 1:29.2 | +1.0   |
| 6    | 15  | Richard Attwood      | BRM           | 1:29.6 | +1.4   |
| 7    | 14  | Bruce McLaren        | McLaren-Ford  | 1:29.6 | +1.4   |
| 8    | 1   | Jean-Pierre Beltoise | Matra         | 1:29.7 | +1.5   |
| 9    | 4   | Pedro Rodríguez      | BRM           | 1:30.4 | +2.2   |
| 10   | 12  | Denny Hulme          | McLaren-Ford  | 1:30.4 | +2.2   |
| 11   | 16  | Piers Courage        | BRM           | 1:30.6 | +2.4   |
| 12   | 2   | Jack Brabham         | Brabham-Repco | 1:31.2 | +3.0   |
| 13   | 10  | Jackie Oliver        | Lotus-Ford    | 1:31.7 | +3.5   |
| 14   | 7   | Lucien Bianchi       | Cooper-BRM    | 1:31.9 | +3.7   |
| 15   | 6   | Ludovico Scarfiotti  | Cooper-BRM    | 1:32.9 | +4.7   |
| 16   | 19  | Dan Gurney           | Eagle-Weslake | 1:32.9 | +4.7   |
| DNQ  | 18  | Jo Bonnier           | McLaren-BRM   | 1:32.1 | +3.9   |
| DNQ  | 21  | Silvio Moser         | Brabham-Repco | 1:32.4 | +4.2   |

## Závod
| Poř.   | No. | Jezdec               | Konstruktér   | Počet kol | Čas/Odstoupení | Pořadí na startu | Body |
| ------ | --- | -------------------- | ------------- | --------- | -------------- | ---------------- | ---- |
| 1      | 9   | Graham Hill          | Lotus-Ford    | 80        | 2:00:32.3      | 1                | 9    |
| 2      | 15  | Richard Attwood      | BRM           | 80        | + 2.2          | 6                | 6    |
| 3      | 7   | Lucien Bianchi       | Cooper-BRM    | 76        | + 4 kola       | 14               | 4    |
| 4      | 6   | Ludovico Scarfiotti  | Cooper-BRM    | 76        | + 4 kola       | 15               | 3    |
| 5      | 12  | Denny Hulme          | McLaren-Ford  | 73        | + 7 kol        | 10               | 2    |
| Ret    | 8   | John Surtees         | Honda         | 16        | Převodovka     | 4                |      |
| Ret    | 4   | Pedro Rodríguez      | BRM           | 16        | Nehoda         | 9                |      |
| Ret    | 16  | Piers Courage        | BRM           | 12        | Šasi           | 11               |      |
| Ret    | 17  | Jo Siffert           | Lotus-Ford    | 11        | Diferenciál    | 3                |      |
| Ret    | 1   | Jean-Pierre Beltoise | Matra         | 11        | Nehoda         | 8                |      |
| Ret    | 19  | Dan Gurney           | Eagle-Weslake | 9         | Motor          | 16               |      |
| Ret    | 3   | Jochen Rindt         | Brabham-Repco | 8         | Nehoda         | 5                |      |
| Ret    | 2   | Jack Brabham         | Brabham-Repco | 7         | Zavěšení       | 12               |      |
| Ret    | 11  | Johnny Servoz-Gavin  | Matra-Ford    | 3         | Hřídel         | 2                |      |
| Ret    | 14  | Bruce McLaren        | McLaren-Ford  | 0         | Nehoda         | 7                |      |
| Ret    | 10  | Jackie Oliver        | Lotus-Ford    | 0         | Nehoda         | 13               |      |
| Zdroj: |     |                      |               |           |                |                  |      |

## Průběžné pořadí po závodě
Pohár jezdců
|        | Pořadí | Jezdec              | Body |
| ------ | ------ | ------------------- | ---- |
|        | 1      | Graham Hill         | 24   |
| 1      | 2      | Denny Hulme         | 10   |
| 1      | 3      | Jim Clark           | 9    |
| 22     | 4      | Richard Attwood     | 6    |
| 2      | 5      | Ludovico Scarfiotti | 6    |
| Zdroj: |        |                     |      |

Pohár konstruktérů
|        | Pořadí | Konstruktér   | Body |
| ------ | ------ | ------------- | ---- |
|        | 1      | Lotus-Ford    | 27   |
|        | 2      | McLaren-Ford  | 8    |
| 1      | 3      | Cooper-BRM    | 8    |
| 7      | 4      | BRM           | 6    |
| 2      | 5      | Brabham-Repco | 4    |
| Zdroj: |        |               |      |